# Средневековый фолк-рок
Средневековый фолк-рок, Мидивал-фолк-рок (англ. Medieval folk rock) — музыкальный жанр, сочетающий элементы ранней музыки и рока. Он появился в начале 1970-х годов в Англии и параллельно в Германии, впитав в себя опыт движений конца 1960-х — электрик-фолка и прогрессив-фолка. Несмотря на название (англ. Medieval — средневековый), этот термин без разбора используется в отношении исполнителей, включающих элементы как средневековья, так и ренессанса и барокко, а иногда и для описания групп, не применяющих электрические инструменты.

## История

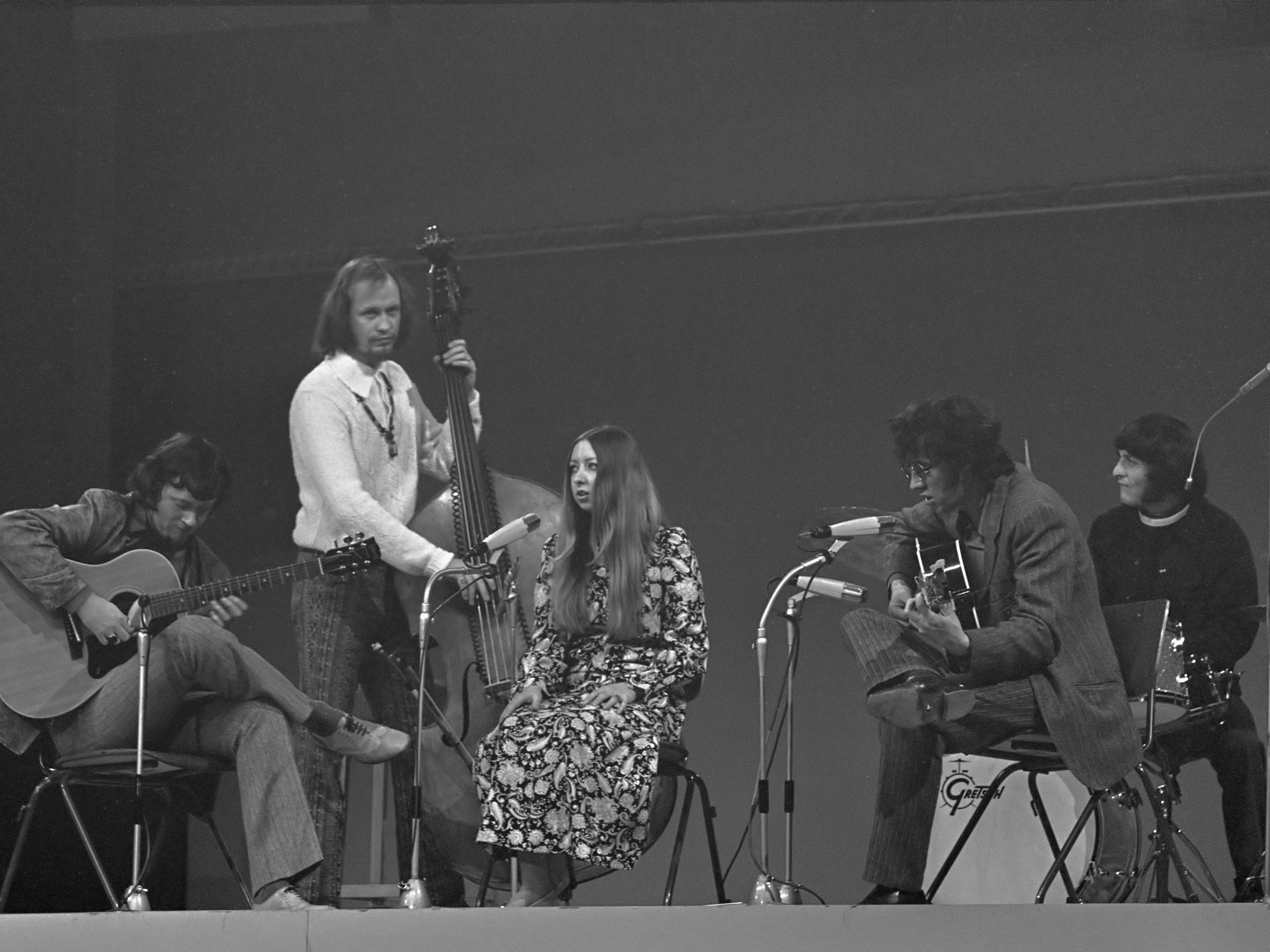
Pentangle

### Истоки
Первые попытки соединить популярную музыку с элементами классической музыки были ещё в середине 1960-х. Это явление известно под названием барокко-поп. Интерес к музыке средневековья и ренессанса проявляется также в британском прог-фолке конца 1960-х. Альбом The 5000 Spirits or the Layers of the Onion (1967) группы Incredible String Band служит тому ярким примером. Также, как и последующий её альбом — The Hangman's Beautiful Daughter (1968).
На альбоме Sir John Alot of Merry Englandes Musyk Thynge and ye Grene Knyghte (1968) прог-фолк-гитариста Джона Ренборна заметен интерес к средневековью, который будет доминировать на The Lady and the Unicorn (1970). С 1967 года Ренборн является участником группы Pentangle, где он также культивирует раннюю музыку, смешивая её звучание с блюзом, джазом, блюграссом и традиционной музыкой. Сёстры Ширли и Долли Коллинз были первыми записавшими полноценный альбом Anthems in Eden (1969), комбинировавший традиционные народные песни со звучанием музыкальных инструментов эпохи ранней музыки. Кроме того, британская андеграундная группа Third Ear Band использует средневековые музыкальные инструменты, наряду с элементами классической и восточной музыки, начиная с 1969 года.
Первый альбом в жанре электрик-фолк — Liege & Lief (1969) группы Fairport Convention — заложил основы для превращения описанных тенденций в форму рок-музыки. Звучание альбома представляет собой смесь электрической рок-музыки с традиционными народными песнями и стилями. В репертуаре Fairport Convention присутствуют элементы ранней музыки, но в основном их музыка сосредоточена на раннем модерне и музыке XIX века. Группа Steeleye Span была образована в 1969 году бывшим участником Fairport Convention. Изначальный курс, ориентированный на Liege & Lief, позднее был сменён на мидивал-фолк-рок. Это видно на альбоме Below the Salt (1972), а капелла-сингл Gaudete с которого достиг 14-й строчки в британском чарте синглов, и возможно, это наибольший успех для мидивал-фолк-рока.

### Расцвет (1970—1975)

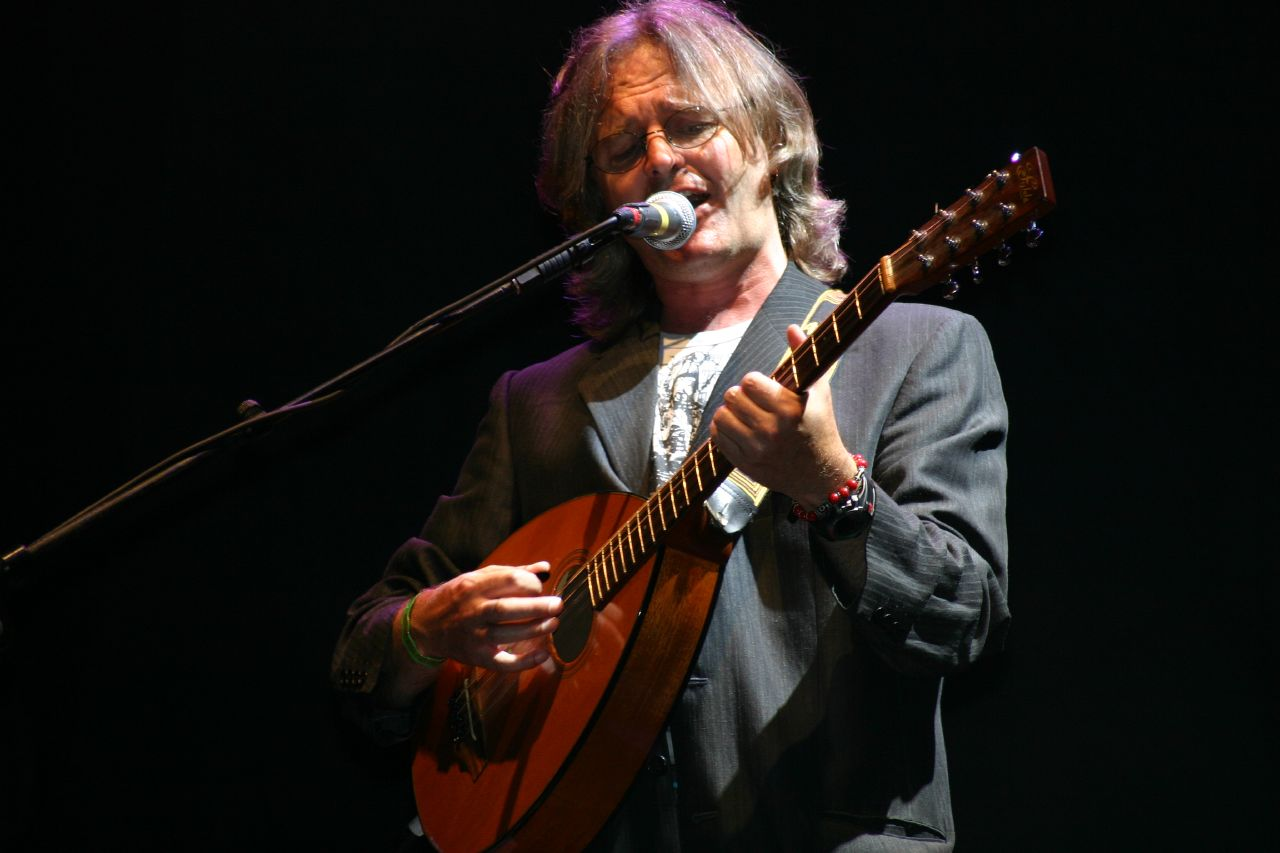
Fairport Convention

Процесс «электрификации», начатый группой Fairport Convention, привёл к тому, что ряд исполнителей прогрессивного фолка, содержавших в своём творчестве элементы ранней музыки, перешли на мидивал-фолк-рок, сделав таким образом вклад в растущее число исполнителей этого жанра. К их числу относятся Pentangle с альбомом Cruel Sister (1970), Third Ear Band с 1972 года, а также Ширли и Долли Коллинз с альбомом Amaranth (1976).
В отличие от них, группа Amazing Blondel не стала электрифицировать своё звучание, однако из-за особого подхода к музыке и использования традиционного материала, её стиль часто называют мидивал-роком. Очень похожа на неё группа Forest, исполнявшая свои собственные композиции с применением средневековых музыкальных инструментов.
В то же время в Германии были аналогичные события. Участники акустического фолк-ансамбля Ougenweide, сформированного в 1970 году, вдохновившись британским электрик-фолком, решили электрифицировать германскую средневековую фолк-музыку. Несколько групп последовало примеру Ougenweide, в том числе и Parzival с 1971 года.
Рост интереса к ранней музыке в академических кругах был существенным фактором для расширения мидивал-фолк-рока. Британская группа Gryphon, возможно каноничная группа жанра, была сформирована в 1971 году Ричардом Харви и Брайаном Галлэндом, выпускниками Королевской консерватории. Изначально Gryphon был акустическим ансамблем, исполняющим народные и средневековые мелодии. Однако, с добавлением гитариста Грема Тэйлора и барабанщика Дэйва Оберле, ко времени выпуска дебютного альбома в 1973, они стали мидивал-фолк-группой, включающей фагот и crumhorn. В том же 1973 году был издан единственный релиз проекта Giles Farnaby's Dream Band, объединившего раннюю музыку со звучанием рок-инструментов.
Группу Gentle Giant, как и Gryphon, часто называют мидивал-роком. В свой второй по счёту альбом Acquiring the Taste (1971) она добавила звучание клавикорда, клавесина, скрипки и блокфлейты, но помимо этого альбом содержал элементы классической музыки и джаза, что характеризует его скорее как прогрессивный рок.

### Упадок (1976—1980)
Популярность мидивал-фолк-рока сохранялась недолго. Приблизительно с 1975 года Gryphon стала отходить от «средневекового саунда» в сторону прогрессивного рока, прежде чем распалась в 1977 году. Аналогичным образом Gentle Giant, несмотря на сохранение элементов средневековой музыки, быстро двигалась в сторону экспериментальной музыки и очень скоро была отнесена к категории прогрессивного рока.
В конце 1970-х мидивал-фолк-рок продолжал развиваться во Франции и Нидерландах. Во Франции, в частности в Бретани, появились Ripaille в 1977 и Saga de Ragnar Lodbrock в 1979. В тот же период французская электрик-фолк-группа Tri Yann обратилась к музыке Средневековья. Существовали также несколько групп и в других европейских странах, в том числе Thomas Flinter из Нидерландов.
Мидивал-фолк-рок смещался в сторону прогрессивного рока, а прогрессивный рок в свою очередь часто включал элементы ранней музыки. Группа Jethro Tull эволюционировала из британского блюза. Вокальный стиль лидера группы Йэна Андерсона часто сравнивают с пением средневековых трубадуров, а ключевое звучание его флейты, в сочетании с клавишными и струнными аранжировками участников группы, представляют собой элементы средневековой музыки. Наиболее чисто они представлены на альбомах Minstrel in the Gallery (1975) и Songs from the Wood (1977). Средневековое звучание является отличительной чертой Jethro Tull, из-за чего её стиль называют порой мидивал-прогрессив-роком.
Всё же ранняя музыка была лишь одним из ряда факторов, оказывающих влияние на исполнителей прогрессивного рока, наряду с классической музыкой, джазом и этнической музыкой. К тому же кризис жанра, связанный с появлением панк-рока и новой волны, существенно снизил число исполнителей прогрессивного рока.

### От 1980-х к 1990-м

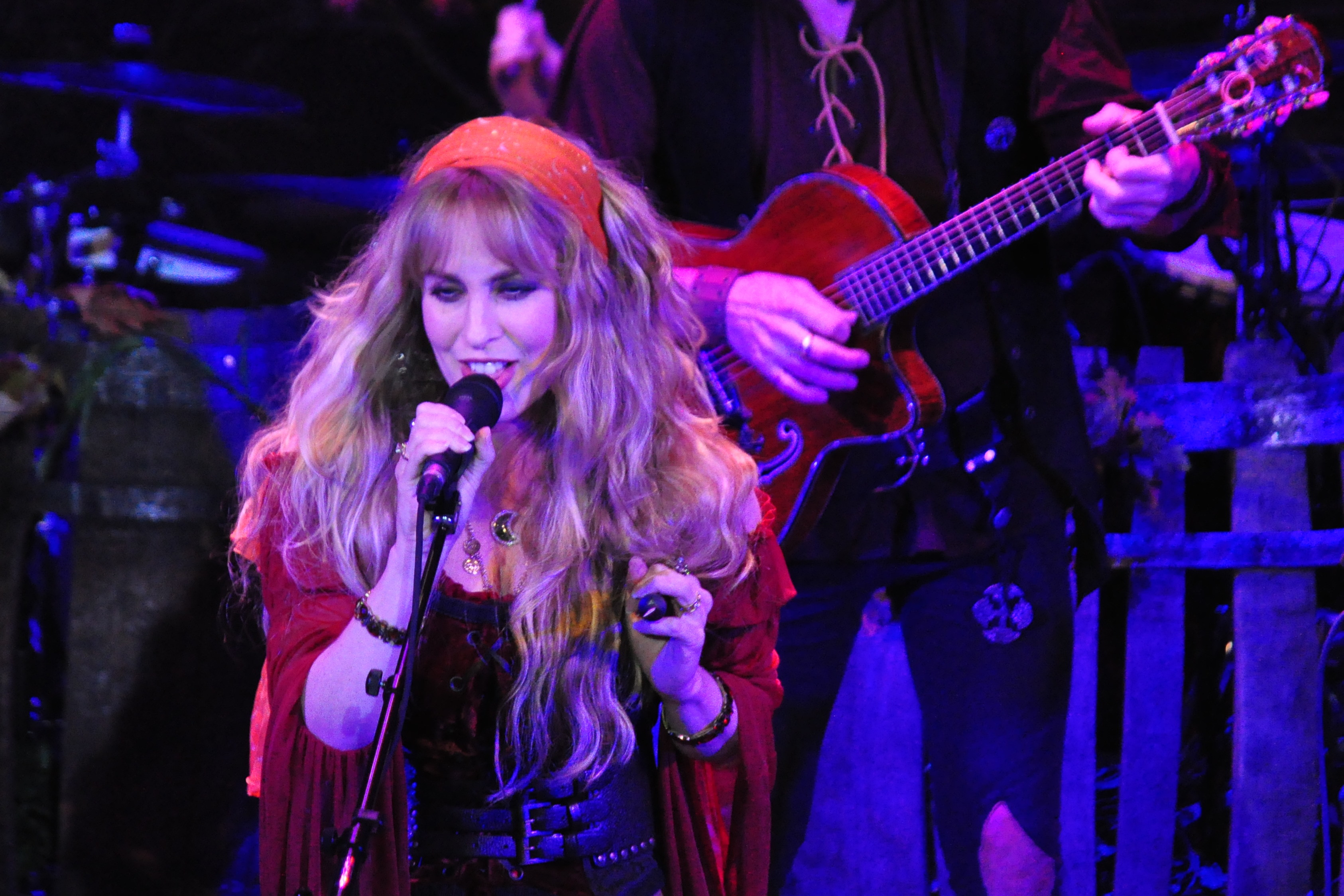
Blackmore's Night

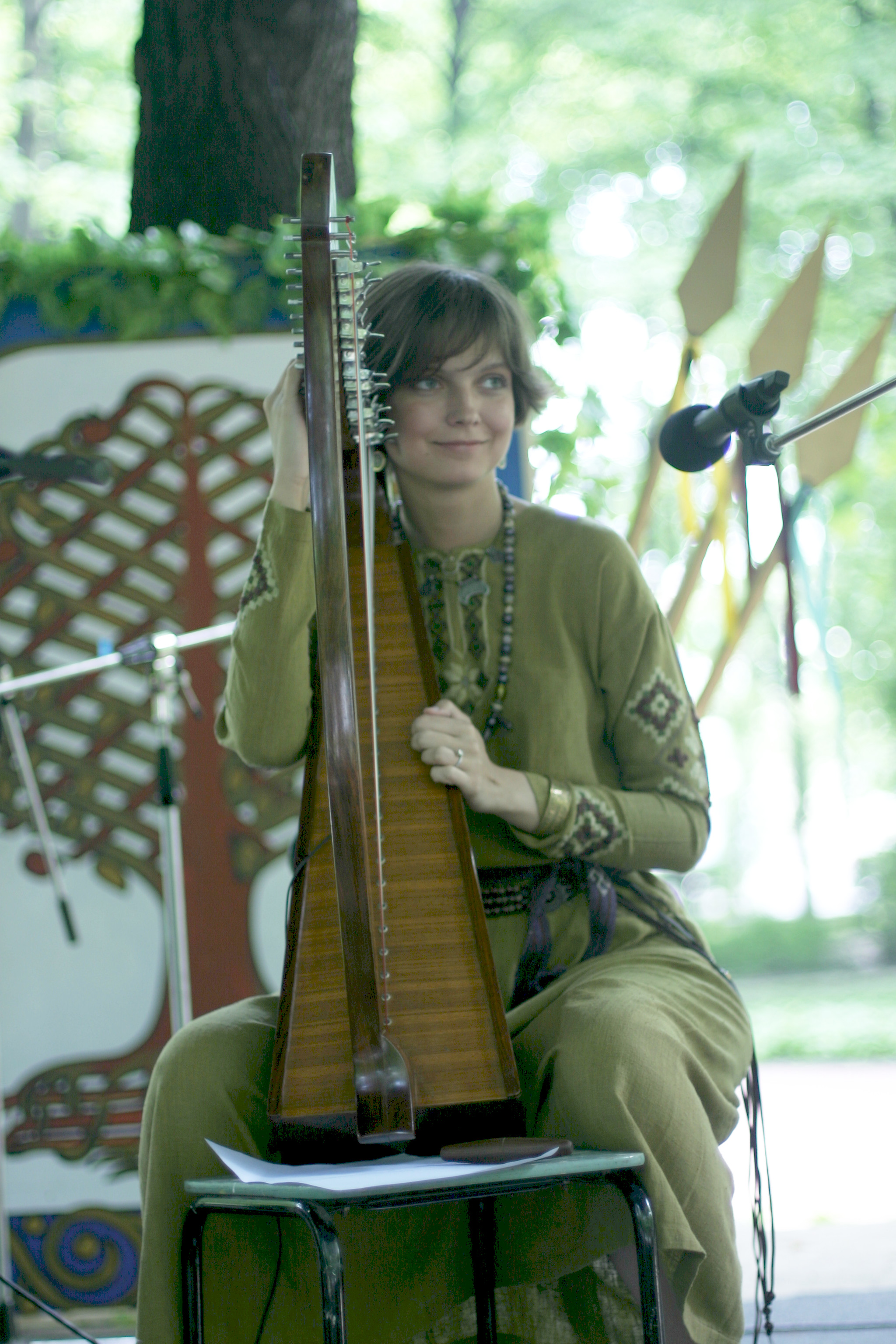
«Мельница»

Мидивал-фолк-рок практически исчез к началу 1980-х, однако интерес к средневековой музыке не угас окончательно. В середине 1980-х годов появляется неоклассический дарквейв, где под неоклассикой подразумевается и неосредневековая музыка. Группы Dead Can Dance и Ataraxia исполняют дарквейв, основанный на неосредневековой музыке, с середины 1980-х. Похожие группы появлялись и в 1990-х — Love Is Colder Than Deat, Faith and the Muse, Arcana. Элементы средневековой музыки появляются и в творчестве некоторых неофолк-групп.
Важную роль в возрождении жанров-гибридов с ранней музыкой сыграл общий подъём интереса к Средневековью, историческим реконструкциям и фестивалям в конце 1980-х в Германии и Америке. В этот период появился целый ряд исполнителей акустического средневекового фолка, в особенности в Германии. К их числу относятся группы Estampie с 1985 года, Corvus Corax с 1989 года и In Extremo с 1995 года.
В середине 1990-х годов в Германии появляется средневековый метал, сочетающий средневековую музыку с металом. Участники Corvus Corax организуют металлический сайд-проект Tanzwut в 1996 году, а в 1998 году In Extremo с акустического звучания переходит на метал.
Хоть эти группы и отклонились к металу, примерно в тот же период появилось несколько исполнителей, сочетающих раннюю музыку и акустические инструменты с софт-роком или хард-роком. Группа Blackmore's Night была основана Ричи Блэкмором в 1997 году. Музыку Блэкмора нередко называют «ренессанс-роком». К другим исполнителям относятся Avalon Rising и Circulus, и обе группы своим стилем называют мидивал-фолк-рок.